# Birger Sjövall (skolman)
Birger Sjövall, född den 30 oktober 1872 i Hova församling, Skaraborgs län, död den 27 oktober 1943 i Lund, var en svensk historiker och skolman. Han var son till Ossian Sjövall, bror till Sigurd Sjövall och far till Alf Sjövall.
Sjövall avlade filosofie kandidatexamen vid Lunds universitet 1892 och filosofie licentiatexamen där 1911. Han disputerade för filosofie doktorsgrad på gradualavhandlingen Georg Adlersparre och tronfrågan 1809, som utgavs 1917, varefter han promoverades 1918. Sjövall var adjunkt vid Lunds högre allmänna läroverk 1906–1925, lektor i historia och modersmålet där 1925–1938, trädde i tjänstgöring i denna egenskap 1936, var studierektor vid gymnasiet vid Lunds fullständiga läroverk för flickor 1911–1920 och rektor vid Kristianstads högre allmänna läroverk 1920–1935. Han var Lunds studentkårs vice ordförande 1902, dess ordförande 1903, verkställande direktör i Läroverksföreningens i Lund byggnadsaktiebolag 1914–1920, ledamot av folkskolestyrelsen i Lund 1913–1920, ordförande där 1920, ledamot av stadsfullmäktige i Lund 1915–1919, inspektor för Kristianstads lärlings- och yrkesskola 1922–1029 och för Älmhults kommunala mellanskola 1929–1934. Sjövall publicerade uppsatser i facktidskrifter och i tidningar samt i Ur Lunds katedralskolas historia (1937). Han blev riddare av Nordstjärneorden 1929. Sjövall vilar på Norra kyrkogården i Lund.